# Ginette Garcin
Ginette Garcin (* 4. Januar 1928 in Marseille; † 10. Juni 2010 in Nanterre) war eine französische Schauspielerin und Sängerin.

## Leben
Garcin wurde als Ginette Marcelle Garcin geboren. Sie hatte erste Auftritte als Sängerin bereits in den 1940er-Jahren bei regionalen Musikfestivals, so 1944 in Aix-en-Provence. 1946 erhielt sie ein Engagement als Varieté-Sängerin im Music-Hall-Orchester von Jacques Hélian. In den 1950er-Jahren arbeitete sie mit dem französischen Komponisten Loulou Gasté zusammen, dessen Lieder sie interpretierte. In Rouen trat sie als Sängerin und Schauspielerin in den Revuen des Nouveau-Théâtre de Strélesky auf.
1950 gab sie ihr Filmdebüt in dem Musikfilm Pigalle Saint-Germain-des-Prés von André Berthomieu, 1951 folgte Musique en tête von Georges Combret und Claude Orval. Ihre Ausflüge ins Kino blieben zunächst die Ausnahme. In den 1960er-Jahren interpretierte sie vor allem Lieder von Bobby Lapointe und Jean Yanne auf Schallplatte und im Cabaret. Ab Anfang der 1970er-Jahre nahm Garcin ihre Filmkarriere wieder auf. 1971 spielte sie gemeinsam mit Jean Gabin in La drapeau noir flotte sur la marmite. 1972 folgte, wiederum mit Jean Gabin, der Kriminalfilm Der Killer und der Kommissar. Unter der Regie von Jean Yanne spielte sie 1972 und 1973 in den Filmkomödien Die große Maschine und Pardon, Genossen! Edel sei der Mensch, hilflos und reich. Weitere Rollen waren die Ehefrau von Jean Carmet in dem Filmdrama Monsieur Dupont (1974) von Yves Boisset und die Mutter der weiblichen Hauptfigur in der romantischen Komödie Cousin, Cousine von Jean-Charles Tacchella. 1979 war sie in der Komödie Charles und Lucie von Nelly Kaplan zu sehen. Unter der Regie von Claude Lelouch spielte sie 1981 in dem Filmdrama Ein jeglicher wird seinen Lohn empfangen…. Mit Bertrand Blier drehte sie die Filme Geschichte eines Lächelns (1984) und Mein Mann (1996). Später war sie im Kino unter anderem noch in der populären Komödie La beuze (2003) zu sehen.
Seit den 1970er-Jahren war Garcin regelmäßig auch als Theaterschauspielerin tätig. 1971 trat sie am Théâtre Michel in Paris in der Komödie Le nu au tambour (Originaltitel: Nude with Violin) von Noël Coward auf. Ebenfalls 1971 war sie am Théâtre de l’Atelier in Paris in dem Theaterstück Au bal des chiens von Rémo Forlani zu sehen. 1986 spielte sie am Théâtre des Bouffes-Parisiens in Le Nègre von Didier van Cauwelaert. 1990 verfasste sie das erfolgreiche Theaterstück Le clan de veuves, in dem sie bis 1993 gemeinsam mit ihren Schauspielkolleginnen Jackie Sardou und Mony Dalmès vier Jahre en suite auftrat. 1997 trat sie unter der Regie von Alain Sachs in Le Passe-Mureille auf, einem Musical von Didier van Cauwelaert (Gesangstexte) und Michel Legrand (Musik) nach Motiven der gleichnamigen Kurzgeschichte von Marcel Aymé. 2001 übernahm sie die Rolle der Ernestine in dem Musical Mistinguett la dernière revue in einer Inszenierung von Jérôme Savary. 2006 spielte sie in der Wiederaufnahme von Le clan de veuves am Théâtre des Bouffes-Parisiens. Ihre letzte Theaterrolle spielte sie im Mai/Juni 2009 am Théâtre des Variétés in der musikalischen Komödie Monique est demandée caisse 12 von Raphaël Mezrahi.
Ab Ende der 1980er-Jahre übernahm Garcin regelmäßig auch Fernsehrollen. Von 1987 bis 1991 spielte sie die Rolle der komischen Stiefmutter in der Sitcom Marc et Sophie. Weitere Fernsehserien waren Imogène und Père et Maire. Besondere Bekanntheit beim französischen Fernsehpublikum erlangte sie in der Rolle der Großtante Jeanne Ferrière, die sie von 2001 bis zu ihrem Tode in der Serie Famille d’accueil verkörperte.
Garcin war seit 2008 an Krebs erkrankt. Sie war mitten in weiteren Dreharbeiten zu der Serie Famille d’accueil, als sie wegen eines akuten Krankheitsrückfalls in die intensivmedizinische Station des Krankenhauses von Nanterre (Hôpital de Nanterre) eingeliefert werden musste. Dort starb sie am Morgen des 10. Juni 2010.

## Filmografie (Auswahl)
- 1950: Pigalle-Saint-Germain-des-Prés
- 1951: Musique en tête
- 1971: Le drapeau noir flotte sur la marmite
- 1972: Der Killer und der Kommissar (Le tueur)
- 1972: Die große Masche (Tout le monde il est beau, tout le monde il est gentil)
- 1973: Pardon, Genossen! Edel sei der Mensch, hilflos und reich (Moi y’en a vouloir des sous)
- 1974: Der große Blonde mit dem blauen Auge (Juliette et Juliette)
- 1974: Monsieur Dupont (Dupont Lajoie)
- 1975: Cousin, Cousine
- 1976: Das blaue Land (Le pays bleu)
- 1979: Charles und Lucie (Charles et Lucie)
- 1979: Der Heiligenschein (La grace)
- 1981: Ein jeglicher wird seinen Lohn empfangen… (Les uns et les autres)
- 1981: Die Urlaubsfete (Comment draguer toutes les filles)
- 1984: Geschichte eines Lächelns (Notre histoire)
- 1984: Le grand môme
- 1987–1991: Marc et Sophie (Fernsehserie)
- 1989–1990: Imogène (Fernsehserie)
- 1996: Mein Mann (Mon homme)
- 2001–2010: Famille d’accueil (Fernsehserie)
- 2002–2003: Père et maire (Fernsehserie)
- 2003: Le beuze
- 2004: Die Daltons gegen Lucky Luke (Les Dalton)